# Stazione di Košice
La stazione di Košice (in slovacco Železničná stanica Košice) è la stazione principale della città slovacca di Košice. È un importante nodo ferroviario di origine e arrivo da numerose direzioni. Espleta servizio ferroviario viaggiatori locale ed internazionale. Si trova ad est e a poca distanza dal centro urbano.

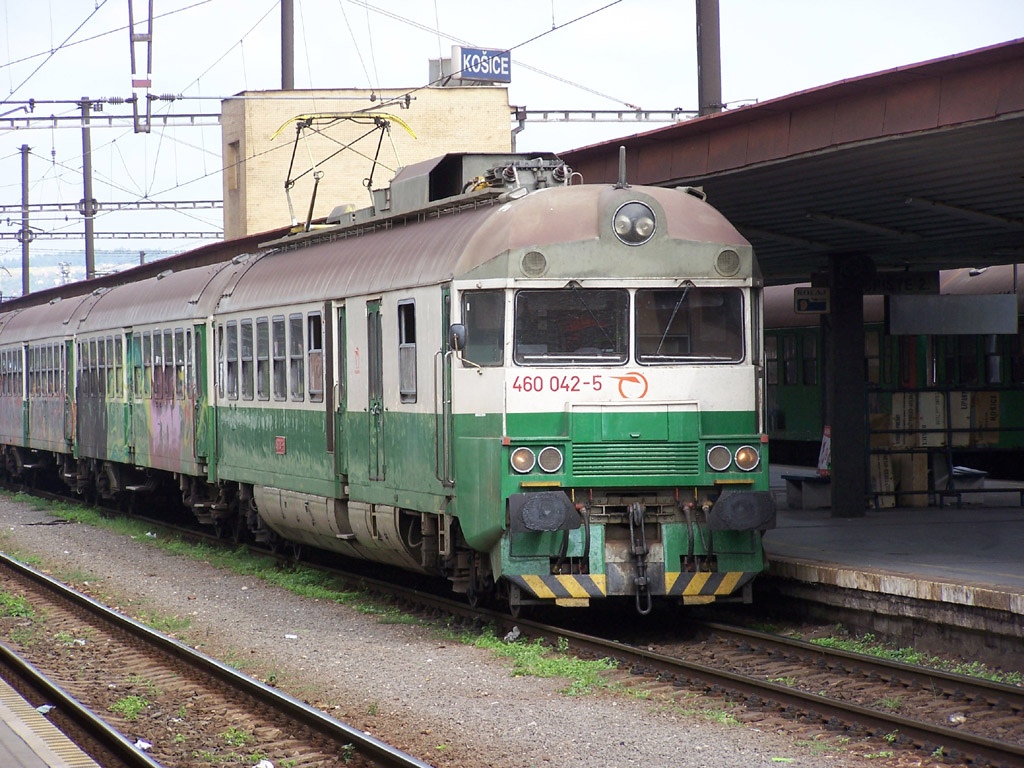
Treno regionale in sosta

## Storia
La stazione di Košice entrò in servizio a partire dal 14 agosto 1860 con il collegamento ferroviario per Miskolc. Successivamente si aggiunsero nuove linee. La stazione è capolinea delle linee ferroviarie per le stazioni di:
- Zvolen
- Miskolc
- Žilina
- Prešov
- Čierna nad Tisou

## Principali collegamenti ferroviari
Da Košice hanno origine treni internazionali per:
- Budapest - Keleti pályaudvar
- Praga
- Vienna
- Leopoli
- Mosca
- Kiev
- Cracovia

## Interscambio
- linee di tram 2, 3, 5, 6, 1R
- autobus urbani ed extraurbani